# Porticus Vipsania
Porticus Vipsania var en portik på centrala Marsfältet i antikens Rom. Den påbörjades av Vipsania Polla (cirka 60 f.Kr. – 12 f.Kr.), syster till Agrippa, och fullbordades av Augustus år 7 f.Kr.
I portiken fanns bland annat en Orbis terrarum, det vill säga en världskarta, antingen målad eller i mosaik. Martialis berättar att det i portiken växte lagerträd.